# Edda Petri (Schauspielerin)
Edda Petri (* 1966) ist eine deutsche Schauspielerin und Autorin.

## Leben
Edda Petri absolvierte ihre Ausbildung an der Neuen Münchner Schauspielschule. Sie ist auch als Synchronsprecherin für Hörfunk und Hörspiele sowie als Drehbuchautorin und Librettistin tätig. 2003 gewann sie den Drehbuchpreis für Sitcom bei den Rheinland-pfälzischen Literaturtagen. Sie war Ensemblemitglied in München, Saarbrücken, Kaiserslautern, Théâtre Municipal (Luxemburg), Théâtre des Capucins (Luxemburg) und in Trier. Im Jahr 2015 verkörperte sie die Rolle der Morticia Addams bei der deutschsprachigen Uraufführung des Musicals The Addams Family in Merzig.

## Werke
- Das Geheimnis der Mona Lisa. Musical (zusammen mit Jutta Schubert). Musik: Wolfgang Heinzel. UA 2001 Merzig

## Filmografie (Auswahl)
- 1997: Balko
- 1998: Unter uns (Fernsehserie, als Johanna Winterthal)
- 1998: Stadtklinik
- 1999: Der Mörder in dir
- 1999: Der Fahnder
- 2000: Antonia
- 2000: Ein Fall für zwei
- 2001: Offroad TV
- 2001: Die Kumpel
- 2001: Streit um drei
- 2003: Verbotene Liebe
- 2003: Bernd’s Hexe
- 2004: Alphateam
- 2004: Half an angel
- 2006: Tatort: Bienzle und der Tod in der Markthalle
- 2006: Angie
- 2006: Hafenkante
- 2007: Ne geile Zeit
- 2007: Alles was zählt
- 2011: Tatort: Heimatfront
- 2016: Tatort: Totenstille
- 2017: Tatort: Söhne und Väter
- 2020: Zeit der Monster
- 2025: In Wahrheit - Für immer Dein

## Theater (Auswahl)
- Münchner Kammerspiele
- Staatstheater Saarbrücken
- Pfalztheater Kaiserslautern
- Théâtre Municipal (Luxemburg)
- Théâtre des Capucins (Luxemburg)
- Stadttheater Trier